# Horváth András (pap)
Horváth András (Ládbesenyő, 1760. február 11. – Borsodszirák, 1818. február 15.) egri egyházmegyei áldozópap.

## Élete
Tanult Miskolcon, Esztergomban, Vácon, Kassán és Egerben. 1779-ben kispap lett az utóbbi helyen és 1787-ben felszentelték. Káplánkodott Pélyen, Füzesabonyban és a káptalannál Egerben. Ez utóbbi helyről nyerte meg a tiszapalkonyai plébániát, melyről előbb Egyekre, azután 1805-ben Borsodszirákra költözött át, ahol 1818-ig szolgált.

## Munkája
- Divus Ioannes apostolus ante Portam Latinam, dioecesis Agriensis patronus, ab amore Magistri erga se et suo erga Magistrum in cathedrali ecclesia Agriensi dictione panegyrica celebratus, dum schola episcopalis Agriensis ejusdem divi Tutelaris sui honores annuos solenni ritu instauraret. Anno reparatae salutis 1765 (?) mense Maj. die 5. Agriae.